# Wear (fiume)
Il Wear è un fiume che scorre l'Inghilterra nord-orientale e sfocia nel Mare del Nord.

## Percorso
Il fiume nasce presso il villaggio di Wearhead, nella parte occidentale della contea di Durham, nel cuore dei monti Pennini settentrionali. Scorre quindi verso sud-est sino alla cittadina di Bishop Auckland dove piega sensibilmente verso nord-est attraversando poi la città di Durham. Dopo aver formato una stretta e pittoresca valle e lambito la cittadina di Chester-le-Street entra nell'area metropolitana Tyne and Wear e sfocia nel mare del Nord a Sunderland.